# Station Laqueuille
Station Laqueuille is een spoorwegstation in de Franse gemeente Saint-Julien-Puy-Lavèze.

## Foto's

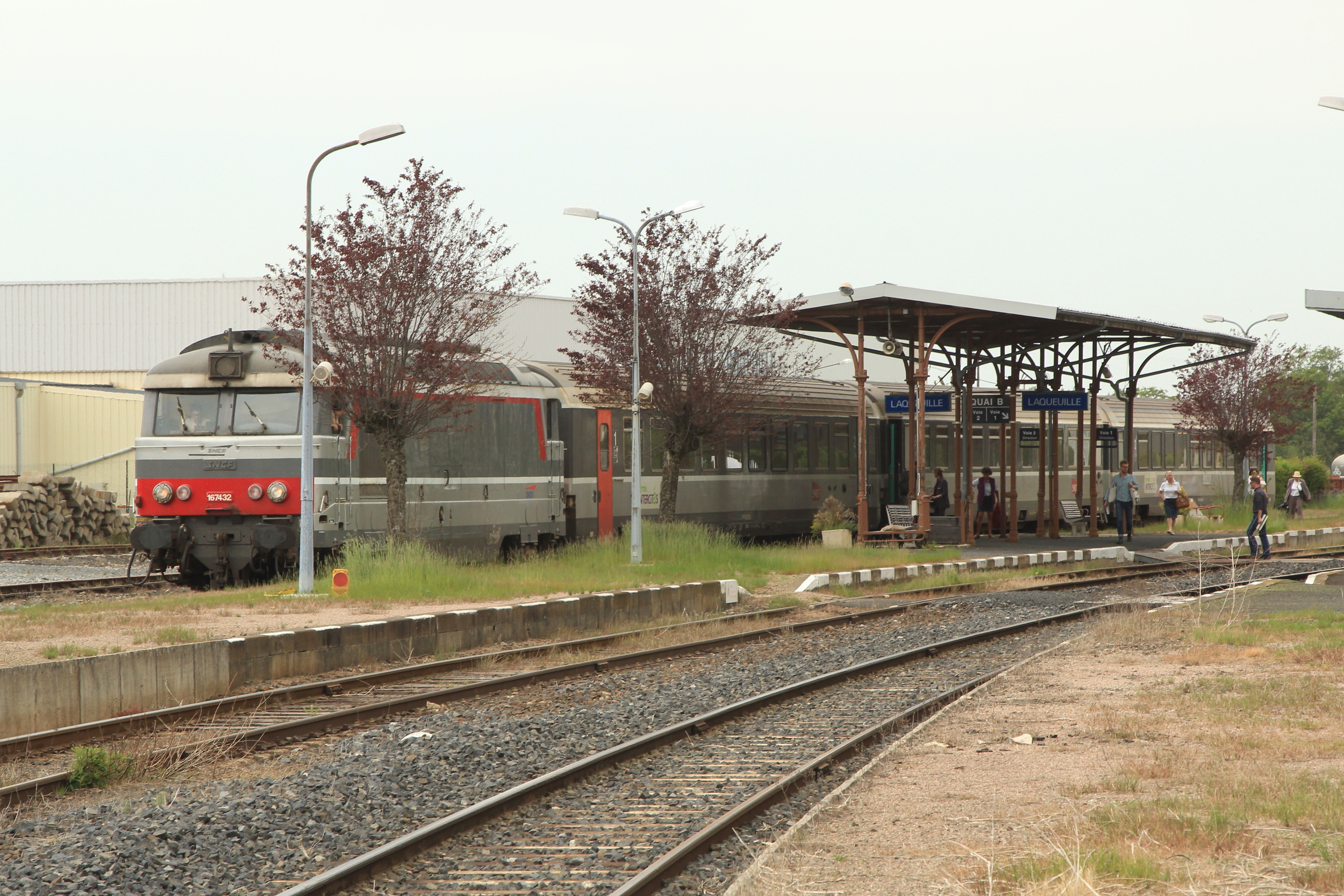